# Стары-Дзикув
Стары-Дзикув (пол. Stary Dzików, укр. Старий Диків) — деревня на юго-востоке Польши, в Любачувском повете Подкарпатского воеводства. Центр гмины Стары-Дзикув.

## Этимология
«Стары» (пол. — Stary) означает «старый» на польском языке.
Согласно народным преданиям, название «Дзикув» (пол. dzik — кабан) произошло от изначально дикой, лесистой местности, населенной различными животными, в которой находился Стары-Дзикув.

## Население
На 1921 год всего в деревне проживало 2282 жителей, из которых 1136 мужчин, 1146 женщин, 685 римокатоликов, 1245 грекокатоликов и 347 евреев. Из них: 770 поляков, 1228 русских и 284 евреев.
Ниже приведены данные по количеству населения в Стары-Дзикуве на конец декабря каждого года:
| 2004  | 2005  | 2006  | 2007  | 2008  | 2009  | 2010  |
| ----- | ----- | ----- | ----- | ----- | ----- | ----- |
| 1353  | ↘1343 | ↘1325 | ↘1315 | ↘1302 | ↗1304 | ↘1292 |
| 2011  | 2012  | 2013  | 2014  | 2015  | 2016  | 2017  |
| ↘1289 | ↘1279 | ↗1284 | ↘1277 | ↗1279 | ↘1268 | ↘1258 |
| 2018  | 2019  | 2020  | 2021  | 2022  | 2023  | 2024  |
| ↘1244 | ↘1237 | ↘1224 | ↘1211 | ↘1187 | ↗1188 | ↘1185 |

В деревне Стары-Дзикув, по данным на 2022 год, проживает 1187 жителей, из которых 51,1 % — женщины и 48,9 % — мужчины. В период с 1998 по 2021 год численность населения сократилась на 5,4 %. 61,8 % жителей деревни Стары-Дзикув находятся в трудоспособном возрасте, 17,1 % — в предтрудоспособном и 21,1 % — в посттрудоспособном возрасте. Таким образом, коэффициент демографической нагрузки в Стары-Дзикуве равен 61,8. Он ниже показателя по Подкарпатскому воеводству и значительно ниже коэффициента демографической нагрузки по Польше в целом. Согласно архивным данным польской переписи населения 2001 года в деревне Стары-Дзикув насчитывалось 315 домохозяйств. Среди них 133 в которых 5 и более человек.

## География
Стары-Дзикув расположен примерно в 17 км к северо-западу от Любачува, в 258 километрах от Варшавы, в 7,8 километрах от деревни Обша, 82 километрах от Жешува. Находится на Тарногрудском плато. В деревне преобладают хвойные деревья (преимущественно сосна). В Стары-Дзикуве находится управление одноимённой гмины. В 1975—1998 годах деревня административно относилась к Перемышльскому воеводству, а до 1939 года к Львовскому воеводству. Площадь деревни — 2733,76 га. Деревня находится на высоте 218 метров над уровнем моря.

## Климат
В целом климат деревни равнинный, мягкий, влажный и континентальный. Годовое количество осадков составляет в среднем 700 мм. Как правило, здесь жаркое лето, тёплая и солнечная осень и сравнительно продолжительная и морозная зима. Качество воздуха в деревне хорошее, что обуславливается отсутствием поблизости крупных промышленных предприятий.
Ниже приведены основные климатические данные по каждому месяцу в Стары-Дзикуве:
| Показатель                            | Янв. | Фев. | Март  | Апр.  | Май   | Июнь  | Июль  | Авг.  | Сен.  | Окт.  | Нояб. | Дек. | Год |
| ------------------------------------- | ---- | ---- | ----- | ----- | ----- | ----- | ----- | ----- | ----- | ----- | ----- | ---- | --- |
| Абсолютный максимум, °C               | 8    | 10   | 17    | 24    | 27    | 30    | 32    | 32    | 27    | 22    | 16    | 9    | 32  |
| Средний суточный максимум, °C         | 0    | 3    | 7     | 14    | 20    | 23    | 25    | 25    | 19    | 14    | 1     | 2    |     |
| Средний суточный минимум, °C          | −4   | −3   | −1    | 4     | 9     | 13    | 14    | 14    | 9     | 5     | 7     | −3   |     |
| Абсолютный минимум, °C                | −16  | −13  | −8    | −2    | 2     | 7     | 10    | 8     | 3     | −2    | −7    | −12  | −16 |
| Среднее число солнечных часов в месяц | 78,8 | 71,4 | 128,6 | 147,1 | 157,3 | 164,4 | 184,9 | 235,2 | 192,3 | 169,3 | 136,2 | 94,2 |     |
| Норма осадков, мм                     | 46   | 45   | 47    | 52    | 79    | 83    | 102   | 69    | 72    | 49    | 46    | 45   | 735 |
| Источник:                             |      |      |       |       |       |       |       |       |       |       |       |      |     |

## История
Первое упоминание Стары-Дзикува встречается в летописи Яна Длугоша, датируемой 1469 годом: тогда деревня принадлежала роду Рамшув. В начале XVI века деревню приобрёл Станислав Одровонж. В конце XVI века деревня на короткое время была собственностью Польской короны, а затем была вскоре снова выкуплена следующими дворянскими родами: Сенявские (конец  XVI века — начало XVIII века), Чарторыйские (начало XVIII века — 1812 год), Замойские (1812 — 1880 года) и Тарновские.
Несмотря на положение в глубине лесов, Стары-Дзикув подвергался татарским наскокам.
В Средние века в Стары-Дзикуве находился укреплённый замок, а позже на пересечении улиц Тадеуша Костюшко и Николая Коперника был построен охотничий особняк. В конце XIX века была построена пивоварня, которая сгорела в 1960-х годах. В застройках деревни сохранились несколько деревянных домов начала 20 века, несколько старинных часовен и полуразрушенное здание бывшей синагоги рубежа XIX и XX веков.
До Второй мировой войны в Стары-Дзикуве проживало примерно 2500 человек.
В середине сентября 1939 года, после вторжения в Польшу, немцы оккупировали территорию гмины Стары-Дзикув, но уже 26 сентября 1939 должны были отступить, поскольку по пакту Риббентропа-Молотова она принадлежала к советской зоне влияния. После этого Старый Дзиков был оккупирован советскими войсками на две недели. Однако Сталин обменял Закерзонье на Литву и в начале октября СССР передал Стары-Дзикув Германи. Когда советские войска отступали, большинство местных евреев бежали вместе с ними. В том же 1939 году, немецкая армия разрушила местную синагогу. В июне 1940 года рядом с деревней был организован концентрационный лагерь, в который было перевезено около 1000 заключённых из лагеря в Цешануве. Лагерь в Стары-Дзикуве был частью системы лагерей Люблинской резервации, связанной с Белжецем до окончательного решения еврейского вопроса. В ноябре 1940 года лагерь в Стары-Дзикуве был расформирован, и большинство евреев были увезены в неизвестном направлении, а некоторые были перемещены в гетто в Любачуве летом 1942 года. В августе 1944 года вблизи села отряды НКВД и польской синей полиции расстреляли роту пленных бойцов УПА. Рота УПА была раннее сформирована из жителей окрестных украинских сёл: Стары-Дзикува, Нового Дзикува, Дахнова, Немстова, Улазова, Козиевки и Лазов для защиты местного украинского населения от нападений польских банд. В результате расстрела погибли 45 повстанцев и 4 мирных жителя, которые были похоронены в братской могиле. Четырём повстанцам удалось спастись.
Холокост пережили только 100 местных евреев. Украинская еврейская община была выселена из деревни в 1947 году.
В 2007 году Анджей Вайда, польский кинорежиссёр и продюсер, использовал деревню Стары-Дзикув при съёмках своего фильма «Катынь» о Катынском расстреле.
В 2020—2022 годах была проведена инвентаризация на кладбищах в Старе-Дзикуве и Мощанице. В результате были созданы их карты и планы на основе данных геодезических измерений, была проведена физическая инвентаризация всех захороненных на кладбищах людей, создана система администрирования и были созданы веб-сайты кладбищ.

## Культура
В Стары-Дзикуве имеется танцевальный коллектив, христианское кладбище, разрушенное еврейское кладбище, культурный центр, спортзал, дом престарелых и публичная библиотека с филиалом в Цевкуве.

#### Еврейское кладбище
Еврейское кладбище, площадью около 0,35 га, в Стары-Дзикуве было основано в XIX веке и находится примерно в 150 метрах к северу от деревни. На этом кладбище был похоронен отец Исаака Башевис-Зингера. Во время немецкой оккупации кладбище было разрушено.

#### Образование
По состоянию на 2025 год, в Стары-Дзикуве работает младшая школа с 8 классами, в которой обучаются 116 учеников, и детский сад при ней.

#### Церкви
Стары-Дзикув изначально принадлежал приходу в Олешицах, собственный же приход был основан в 1781 году.
В восточной части деревни имеется кирпичная Троицкая церковь, построенная в том же 1781 году в стиле позднего барокко на средства Адама Чарторыйского. В 1896 году церковь была отреставрирована, а в 1937 году расширена за счёт пристройки трансепта. В 1975 году церковь была вновь отреставрирована. В начале XX века к церкви был пристроен кирпичный пресвитерий. В церкви установлены мемориальные доски, посвящённые памяти воинов Войска Польского, партизан Армии Крайовой и Крестьянских батальонов, а также жителей деревни, убитых НКВД и УПА.
В западной части деревни расположена заброшенная греко-католическая кирпичная церковь святого Димитрия в неовизантийском стиле с кирпичными колокольней с воротами и пресвитерием; все строения были завершены в 1904 году.
1 апреля 2025 года начались реставрационные работы в церкви святого Дмитрия. Так же будет отремонтирована колокольня.

#### Физкультура и спорт
На территории Стары-Дзикува базируется футбольная команда «Виктория», домашний стадион «Виктории» вмещает 200 мест. Он находится на улице Костюшко. Также в деревне имеется спортивный зал.

## Галерея

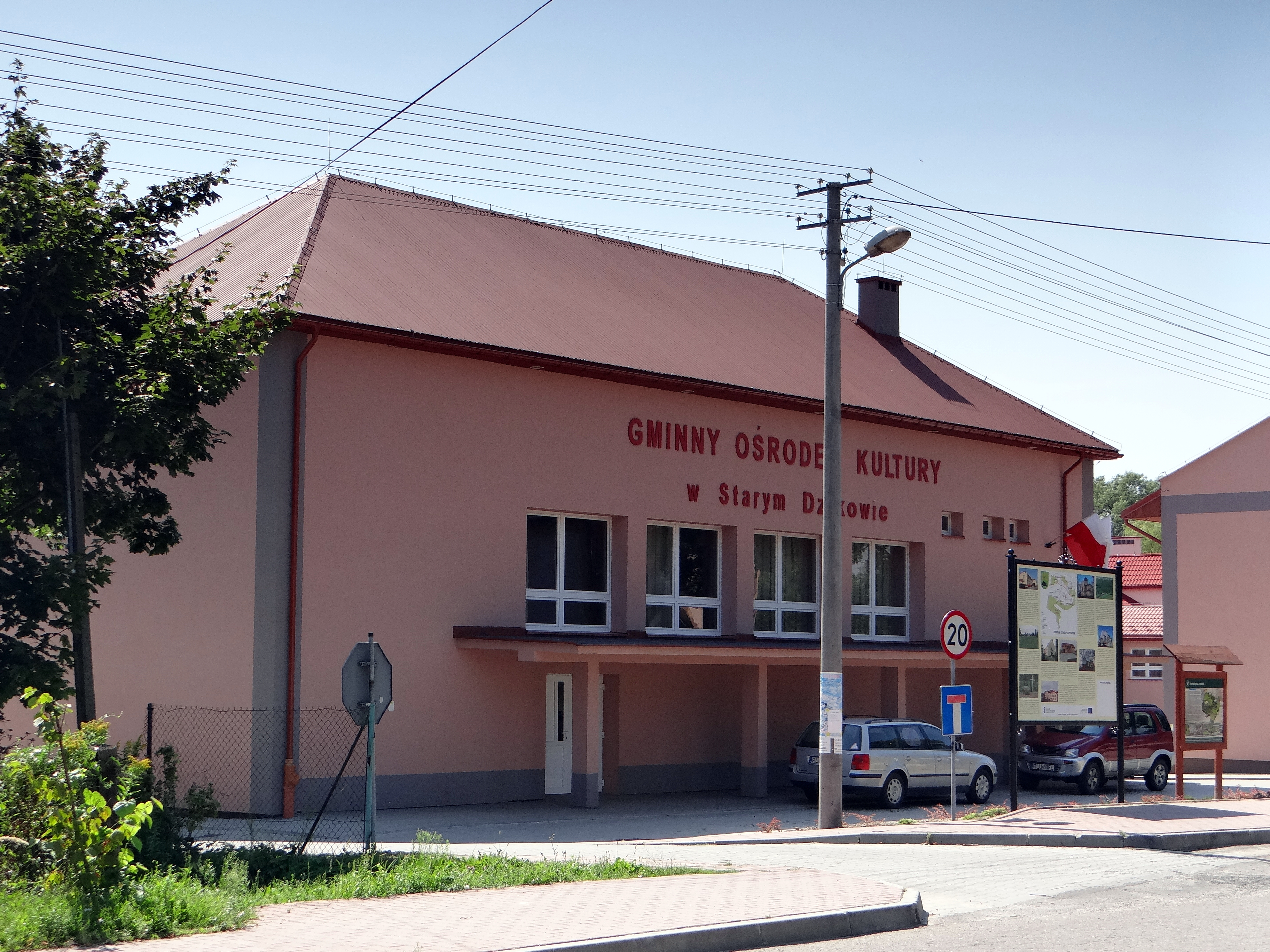
Культурный центр
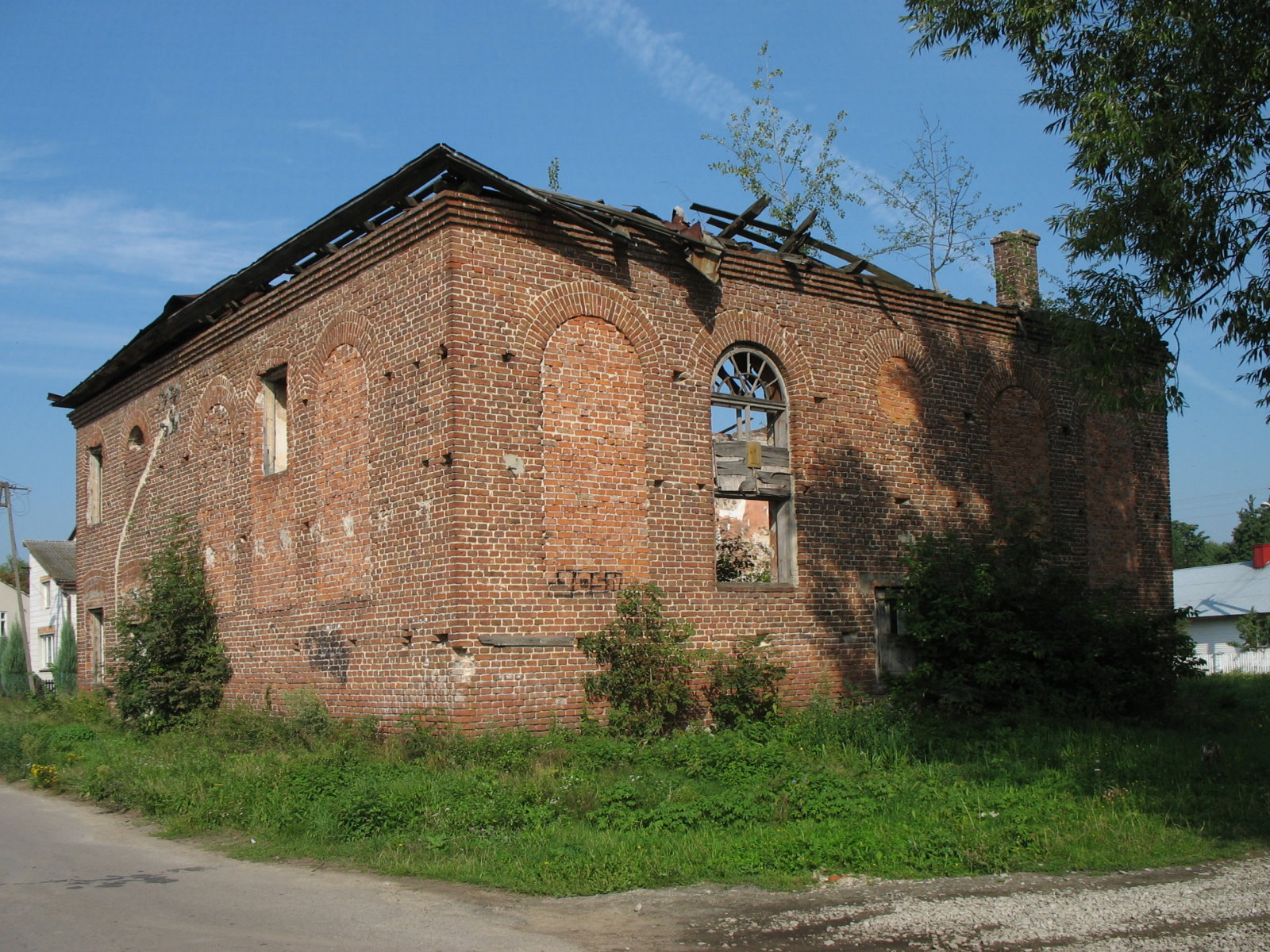
Синагога
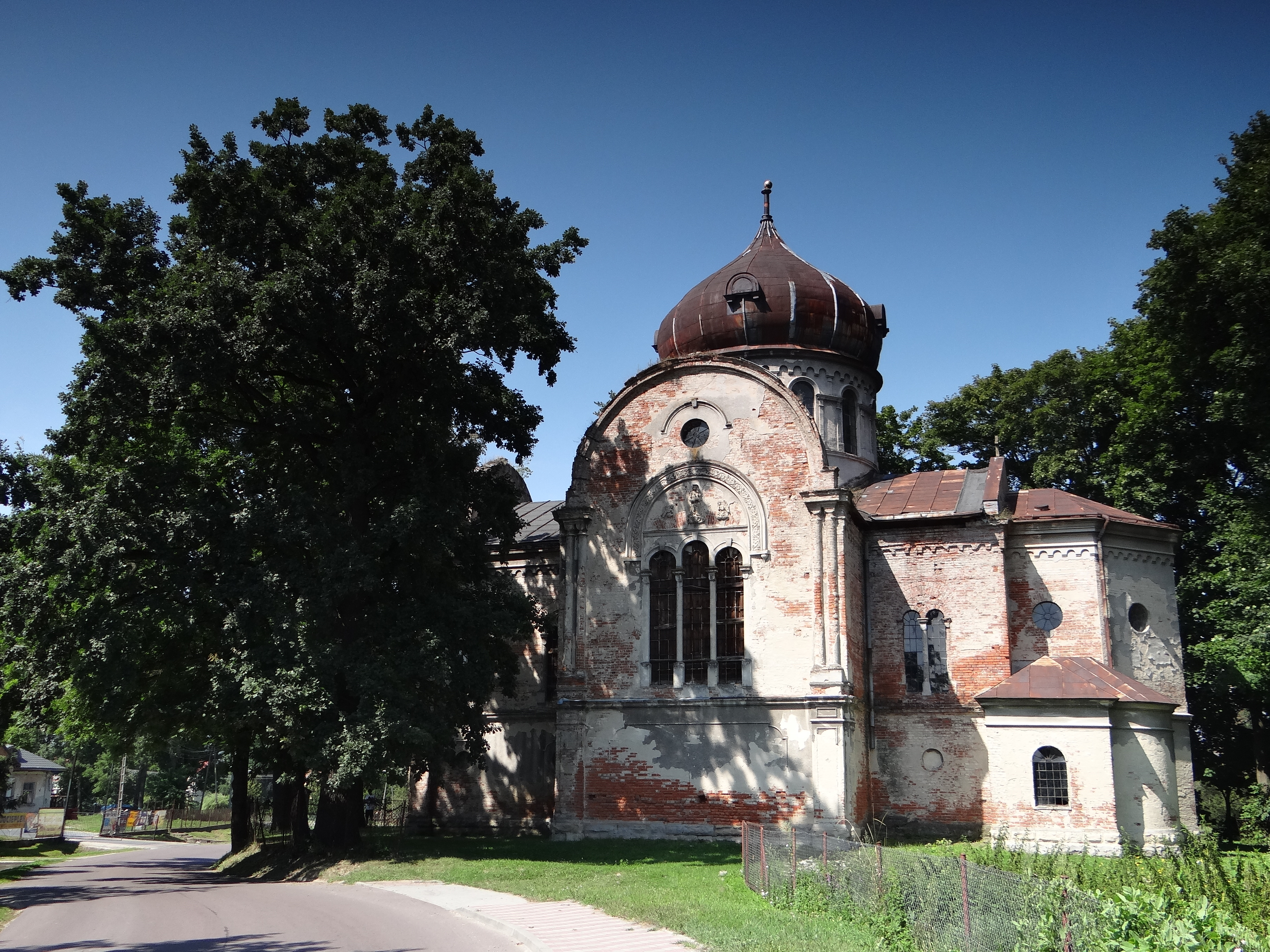
Церковь Святого Дмитрия